# Caio Valério Flaco
Caio Valério Flaco (em latim: Caius Valerius Flaccus) foi um político da gente Valéria da República Romana eleito cônsul em 93 a.C. com Marco Herênio. Era irmão de Lúcio Valério Flaco, cônsul sufecto em 86 a.C., e primo de Lúcio Valério Flaco, cônsul em 100 a.C. e príncipe do senado em 86 a.C.. Ele é mais conhecido por sua imparcialidade durante as Guerras civis de Sula, pelo seu longo período como governador e por seus esforços para estender a cidadania romana aos não-romanos.

## Vida e carreira
Valério Flaco foi pretor em algum momento antes de 95 a.C., provavelmente 96 a.C. tendo como base a data de seu consulado e evidências em Cícero e Valério Máximo. Uma inscrição em Claros indica que, logo depois de seu pretorado e antes de 95 a.C., Flaco foi propretor da província romana da Ásia. Tanto ele quanto seu irmão, Lúcio, que foi também um governador na Ásia no final da década de 90 a.C. e novamente em 85 a.C. (ele foi assassinado antes de assumir o posto), são homenageados como patronos da cidade de Colofão na Lídia. Os dois são os primeiros governadores conhecidos por serem citados como patronos de uma cidade livre, uma prática que tornar-se-ia muito comum na década de 60 a.C..
Flaco pode ter sido candidato ao consulado em 94 a.C., perdendo para o homem novo Caio Célio Caldo, que, segundo os relatos, concorreu contra dois nobiles muito distintos e teria batido um deles. Não era raro que um candidato derrotado concorresse novamente no ano seguinte, geralmente com sucesso. O colega de Flaco em seu consulado foi Marco Herênio.

### Defensor da cidadania romana
Em 96 a.C., ainda como pretor urbano, Flaco patrocinou a lei que concedia a cidadania romana a Califana de Vélia, uma sacerdotisa de Ceres. Júlio César, em seu relato sobre as Guerras Gálicas, identifica o celta helvécio Caio Valério Caburo como outro que teria recebido a cidadania de Flaco durante o seu mandato como governador da Gália Transalpina. Caburo seguiu a tradição ao assumir o nome gentílico de seu patrono, Caio Valério. Este interesse em estender a cidadania romana pode ser entendido no contexto da escassa popularidade de sua família e de sua relação com os romanos de classe social inferior. E. Badian lembrou que os Valérios Flacos "costumavam acolher homens novos e suas famílias: inscrições revelam uma prática de conexões com classes inferiores.

### Hispânia
Flaco sucedeu a Tito Dídio como procônsul da Hispânia Citerior em 92 a.C. e assumiu o posto antes do término de seu consulado para lidar com uma revolta entre os celtiberos. O historiador Apiano afirma que ela teria sido motivada por uma excessiva crueldade e a perfídia de Dídio, que lidava com o descontentamento entre os pobres prometendo-lhes terras somente para atraí-los para uma armadilha. Quando as famílias se juntavam no interior de um castro para o registro obrigatório, Dídio geralmente ordenava a morte de todos. Apesar de implicar que a revolta contra Dídio tenha sido justa, o relato de Apiano sobre as ações posteriores de Flaco não é particularmente crítico. Numa tentativa de restaurar a ordem, ele se lançou em confrontos armados que resultara em mais de 20 000 celtiberos mortos. Em Belgida, porém, o senado local se recusou a declarar oficialmente a guerra contra Roma (ou, talvez, ainda estava deliberando sobre o tema) e os rebeldes atearam fogo à estrutura, queimando vivos seus próprios senadores. A reação local ao assassinato em massa de sua própria elite governante foi, sem dúvida, mista e Flaco parece ter tido sucesso em evitar uma violência ainda maior, provavelmente valendo-se dos descontentes com o evento ao executar os responsáveis.
Flaco permaneceu na região mais do que qualquer outro governador romano até aquela época e parece ter estado a cargo da Hispânia Ulterior também. O longo mandato foi provavelmente resultado das disrupções provocadas pela Guerra Social e o período imediatamente depois, além das guerras civis da década de 80 a.C.. Depois de estabilizar a região, Flaco parece ter governado de forma prudente e respeitando sempre a autoridade legal.

#### Direitos sobre as águas contrebianas
Flaco permaneceu na Hispânia até pelo menos 87 a.C., como revela a "Tabula Contrebiensis", uma placa de bronze na qual está inscrito seu "iudicium" numa disputa sobre fronteiras e direitos sobre a água. O documento está escrito em latim e está baseado em fórmulas legais romanas, mas os juízes são do senado local de Contrebia Balaisca (perto da moderna Botorrita). Flaco entendeu a questão legal como uma distinção entre ager publicus e ager privatus, ou seja terras públicas e terras privadas. Ele então utilizou uma ficção jurídica para mostrar como os princípios das duas comunidades envolvidas na disputa poderiam ser aplicados mutuamente e providenciou um esquema legal romano a partir do qual os contrebianos poderia citar precedentes da lei celtibera.

### Gália
Os estudiosos não conseguiram até o momento determinar o quanto os mandatos de Flaco como governador na Hispânia e na Gália se superpuseram ou foram sequenciais, pois é raramente possível estabelecer uma linha contínua de sucessão para qualquer província romana. A acumulação do governo de ambas foi descartado como sendo "sem precedentes", mas não foi documentada a presença de nenhum outro promagistrado na Hispânia neste período e, como o Senado só começou a designar a Gália Transalpina como uma província regular em meados da década de 90 a.C., é possível afirmar que a estrutura administrativa da República nas províncias ainda estava em evolução. Em 85 a.C., Flaco já aparece "firmemente instalado" na Gália Transalpina, embora Cícero, como lembra Badian, evita chamá-lo de governador oficial da região. Júlio César atesta sua presença na região em 83 a.C.. Flaco foi aclamado imperator e permaneceu em sua província até a celebração de um triunfo sobre os celtiberos e a Gália em 81 a.C.. As duas províncias gaulesas eram geralmente governadas em conjunto e não há registro de nenhum outro promagistrado para a Gália Cisalpina, a região celta no norte da Itália, entre 87 e 82 a.C.. É possível argumentar que, em meados da década de 80 a.C., Flaco era o responsável pelas duas Gálias e pelas duas Hispânias.
A longevidade do comando de Flaco tem sido citada como evidência e precedente para a prorrogação do mandato de Júlio César na Gália na década de 50 a.C. e os comandos proconsulares de cinco anos concedidos a Pompeu Magno e Crasso depois do consulado de ambos em 55 a.C., que seriam, portanto, menos excepcionais do que se poderia pensar.

#### Caso de Quíncio
Em 83 a.C., Flaco foi arrastado para uma disputa territorial entre Públio Quíncio e um tal Névio. Quíncio havia herdado terras na Gália Transalpina de seu irmão, Lúcio Quíncio, juntamente com as muitas dívidas que ele tinha. Névio, que havia sido sócio de Lúcio, tomou a propriedade para quitar a dívida, expulsando Quíncio à força. Flaco decidiu que Névio havia tomado a propriedade ilegalmente e determinou que ela fosse devolvida. Dois anos depois, com o caso ainda se arrastando, Flaco ajudou a lançar a carreira de Cícero, que, em 81 a.C. era um jovem advogado com vinte e poucos anos e trabalhava na defesa de Quíncio.

## Papel nas guerras civis
Se Flaco foi de fato o governador de ambas as Hispânias e ambas as Gálias (ou qualquer combinação destas quatro províncias), as forças armadas à sua disposição não tinham equivalente na região oriental da República. "A lealdade destes exércitos era crucial ao Estado". Até 85 a.C. ou depois, Flaco ou apoiou ou simplesmente não atuou contra os interesses dos populares de Mário e Cina, que controlaram o consulado entre 87 e 82 a.C.. Este fato parece ter sido uma tentativa de preservar a autoridade legítima mantendo-se neutro no conflito entre as facções, embora os Valérios Flacos tenham sido geralmente populares na política e terem fortes laços com Caio Mário.
A morte do irmão de Flaco, Lúcio, marca um ponto de inflexão. Lúcio Valério Flaco foi o cônsul sufecto que completou o mandato de Mário em 86 a.C. e foi enviado como governador da Ásia, onde acabou sendo assassinado, no ano seguinte, pelo amotinado Caio Flávio Fímbria, que assumiu o comando de suas tropas. O governo de Cina não reagiu contra Fímbria, um aliado particularmente violento da facção, e o filho de Lúcio, também chamado Lúcio, fugiu da Ásia e seguiu até o tio, que estava em Massília (moderna Marselha), na época ainda uma cidade-estado grega. Este mesmo Lúcio é o Lúcio Valério Flaco defendido por Cícero em seu discurso "Pro Flacco" vinte anos depois.
Nenhum substituto para Caio Flaco foi enviado de Roma, mas provavelmente já pairavam dúvidas sobre sua lealdade. Cina foi assassinado em 84 a.C. e Sula retornou à Itália no ano seguinte. A facção cino-mariana, agora liderada por Caio Mário, o Jovem, filho de Mário, tentou assegurar o controle da Hispânia, que Flaco, dada a vastidão de comando, provavelmente deixava sob o controle de legados como o pouco honrado Marco Fonteio (defendido depois por Cícero em "Pro Fonteio" numa acusação de extorsão na Gália Transalpina). A possibilidade de os exércitos da Hispânia se aliaram aos exércitos de Sula na Itália era uma possibilidade muito perigosa para o governo de Mário, o Jovem, já sitiado. Quando o jovem Crasso, o futuro triúnviro, conseguiu convocar as forças hispânicas em nome de Sula em 84 a.C., Flaco não tentou impedi-lo. Quinto Sertório, um fiel aliado da causa cino-mariana, foi enviado por terra até a Península Ibérica com uma força relativamente pequena no final de 83 ou começo de 82 a.C. e Flaco permitiu que ele marchasse através da Gália Transalpina, o que lhe permitiu manter seu imperium intocado, Os populares provavelmente queria assegurar seus interesses no ocidente sem forçar que Flaco assumisse uma posição num confronto direto: "o governo não podia aliená-lo ainda mais sendo dado que ele não havia revelado nenhum sinal de hostilidade". Sertório era um sucessor lógico para o governo da Hispânia, onde ele já havia servido antes, liberando Flaco depois de um mandato prolongado, um ato que era mais razoável do que provocativo.
Nenhuma fonte identifica Flaco como aliado da facção de Sula ("optimates"), mas é provável que Flaco tenha revelado sua insatisfação retendo recursos provenientes da coleta de impostos. Flaco só muda de lado mais claramente depois que Sula assumiu o controle da Gália Cisalpina. O primo de Flaco, o príncipe do senado Lúcio Valério Flaco (homônimo de seu irmão), pode ter sido uma influência na aproximação com Sula: ele patrocinou a Lex Valeria de Sulla Dictatore, a lei que autorizou que Sula fosse nomeado ditador no final de 82 ou início de 81 a.C., primeiro em mais de 100 anos. Flaco realizou seu triunfo durante esta ditadura, uma honra que Sula dificilmente lhe concederia se Flaco não apoiasse seu regime.

### Moedas
Depois que Sula emergiu como vitorioso na guerra civil, o Senado autorizou Flaco a cunhar uma série de moedas para cobrir os custos incorridos nos meses finais de seu comando. Muitos exemplos desta emissão militar ainda existem. Em 82 a.C., para comemorar suas vitórias, a casa da moeda em Massília cunhou um denário representando um busto alado da Vitória e um caduceu no anverso. O reverso mostra uma águia legionária flanqueada por estandartes romanos. O da esquerda está marcado com um "H" (de "hastati", os lanceiros) e o da direita, com um "P" ("principes", outro termo para lanceiros). Abaixo está uma inscrição abreviada, "EX S(ENATUS) C(ONSULTO)" ("por decreto do senado").
À esquerda está uma forma abreviada do nome de Flaco, "C(AIUS) VAL(ERIUS) FLA(CCUS)", e "IMPERAT(OR)" à direita. Esta moeda é baseada num tipo de Sula e o simbolismo das moedas cunhadas na Gália e Hispânia na época frequentemente propagandeavam a "legitimidade e o sucesso militar". Estima-se que mais de 540 000 denários tenham sido cunhados.

## Anos finais
Flaco já tinha cinquenta e poucos anos (ou um pouco mais) quando realizou seu triunfo, mas não se sabe a data e nem as circunstâncias de sua morte. Depois de encerrar sua carreira em Roma com grandes honras, é possível que ele tenha escolhido viver em paz em suas propriedades, distanciando-se da política sectária que reinava em Roma na época.